# Yungastodityrann
Yungastodityrann (Hemitriccus spodiops) är en fågel i familjen tyranner inom ordningen tättingar.

## Utseende och läte
Yungastodityrannen är en liten och enfärgad tyrann. Den har olivgrön ovansida och ljust gulaktig undersida. På strupe och bröst kan mycket svag streckning ses. Sången består av en nedåtböjd och raspig drill. Ljust öga och lätet skiljer den från bambutodityrannen som vanligen ses på lägre höjd.

## Utbredning och systematik
Fågeln förekommer i yungas i sydöstra Peru (Puno) och Bolivia (söderut till västra Santa Cruz). Den behandlas som monotypisk, det vill säga att den inte delas in i några underarter.

### Familjetillhörighet
Arten placeras traditionellt i familjen tyranner. DNA-studier visar dock att Tyrannidae består av fem klader som skildes åt redan under oligocen, pekar på att de skildes åt redan under oligocen, varför vissa auktoriteter behandlar dem som egna familjer. Yungastodityrann med släktingar placeras då i Pipromorphidae.

## Status och hot
Arten har ett stort utbredningsområde, men tros minska i antal, dock inte tillräckligt kraftigt för att den ska betraktas som hotad. Internationella naturvårdsunionen IUCN listar arten som livskraftig (LC).

## Namn
Yungas är en övergångszon mellan höglandet och låglandsskogarna vid den östra foten av Anderna, huvudsakligen i Bolivia.

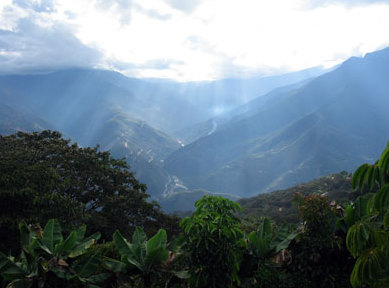
Fågeln är endemisk för växtzonen Yungas på Andernas östsluttning.